# Aylin Taşhan
Aylin Taşhan (* 1960 in Ankara) ist eine türkische Botschafterin.

## Leben
Nach dem Abitur 1977 an den TED Ankara College Foundation Schools studierte Taşhan 1983 Politikwissenschaften und Verwaltungswissenschaften  an der Technischen Universität des Nahen Ostens. Im Jahr 1985 machte sie ihren Master der fortgeschrittenen Internationalen Beziehungen an der Johns Hopkins University in Baltimore und trat dann in Ankara in den auswärtigen Dienst ein. Dort war sie von 1989 bis 1990 in der Abteilung Ausforschung beschäftigt. Von 1990 bis 1993 war Taşhan dann Vize-Konsultantin am Konsulat in Aleppo, von 1993 bis 1995 Gesandtschaftssekretärin zweiter Klasse in der Abteilung Nordamerika und von 1995 bis 1999 Gesandtschaftssekretärin zweiter Klasse in Wien. Von 1999 bis 2001 leitete sie die Abteilung  Westeuropa und war dann von 2001 bis 2005 Botschaftsrätin in Oslo. 2010 übernahm sie die Funktion der Zeremonienmeisterin. Am 15. März 2011 eröffnete sie in Maputo, der Hauptstadt von Mosambik, eine Botschaft, die sie seither als Botschafterin leitet.
| Vorgänger   | Amt                                                    | Nachfolger    |
| ----------- | ------------------------------------------------------ | ------------- |
| Tanju Sümer | Chef des Protokolls im türkischen Auswärtigen Amt 2010 | Şanıvar Olgun |
| —           | türkische Botschafterin in Maputo Seit 15. März 2011   | —             |

## Einzelbelege
1. ↑  Protokol Genel Müdür Yardımcılığına, Aylin TAŞHAN’ın
2. ↑  türkische Botschaft in Maputo, Büyükelçinin Özgeçmişi

| Personendaten    | Personendaten        |
| ---------------- | -------------------- |
| NAME             | Taşhan, Aylin        |
| KURZBESCHREIBUNG | türkische Diplomatin |
| GEBURTSDATUM     | 1960                 |
| GEBURTSORT       | Ankara               |